# Bernhard Rudolf Fetscherin
Bernhard Rudolf Fetscherin (* 2. Januar 1796 im Kanton Bern; † 6. Februar 1855 in Bern) war ein Schweizer Historiker und Politiker.

## Leben
Fetscherin studierte Theologie in Bern, gründete eine Burschenschaft und musste als Liberaler in Deutschland weiterstudieren. 1820 kehrte er nach Bern zurück, wo er von 1823 bis 1833 dem Waisenhaus vorstand. Von 1833 bis 1845 war Fetscherin Berner Gross- und Regierungsrat, wo er sich für das Schul- und Kirchenwesen einsetzte. 1846 wurde er mit der Wahl von Charles Neuhaus gestürzt, wurde Mitglied des Verfassungsrats und zog sich danach von der Politik zurück.
Fetscherin war Freimaurer, Philhellene und Mitglied der Helvetischen Gesellschaft, die er 1843 präsidierte. Er begründete die Allgemeine Geschichtforschende Gesellschaft der Schweiz mit und gründete 1846 den Historischen Vereins des Kantons Bern, den er von 1847 bis 1855 präsidierte.
Sein Nachlass befindet sich in der Burgerbibliothek Bern.